# Elling Carlsen (lotsbåt)
Elling Carlsen är ett norsk kombinationsfartyg, ägs av Longyearbyens lokalstyre på Svalbard och opereras av Longyearbyens hamn. Det är Svalbards första lotsbåt och introducerades i samband med att lotsplikt infördes för insegling till Longyearbyen. Fartyget fungerar också som brandbåt med brandspruta, ambulansbåt, sjöräddningsfartyg och arbetsbåt för oljebekämpning. Den är kapabel att segla i tunn is och har ett pollaredrag på 6,2 ton för nödbogsering. 
Elling Carlsen är namngiven efter Elling Carlsen, som var norsk ishavsskeppare och som 1863 var den första som seglade runt Svalbard. 
Lotsbåten levererades till Longyearbyens lokalstyre 2015 av Marine Alutech i Tykö i Finland. Den är av typ Watercat 1500 Patrol/Arctic Pilot och levererades ytterst välutrustad, med ett uppskattat inköpsvärde på 22 miljoner norska kronor.